# Pozorniki
Pozorniki (Trachyini) – plemię chrząszczy z rodziny bogatkowatych i podrodziny Agrilinae.
Grupa ta zdominowana jest przez drobne formy o klinowatym kształcie ciała. Larwy najczęściej są owadami minującymi.
Takson ten wprowadzony został w 1835 roku przez François-Louisa Laporte’a pod nazwą Trachisidae. Współcześnie ma rangę plemienia i dzieli się na cztery podplemiona:
- Brachina Cobos, 1979
- Leiopleurina Holyński, 1993
- Pachyschelina Böving & Craighead, 1931
- Trachyina Gory & Laporte, 1839

Pozorniki mają zasięg kosmopolityczny, przy czym tylko Trachyina obecne są w krainie australijskiej, etiopskiej i palearktycznej. Brachina i Leiopleuriina ograniczone są do Nowego Świata, a Pachyschelina występują głównie w Nowym Świecie z kilkoma gatunkami w krainie orientalnej.